# Ginny Berson
Ginny Z. Berson (Hartford, 25 de abril de 1946) es una feminista lesbiana radical, activista política y organizadora comunitaria estadounidense que vivió y trabajó colectivamente con The Furies Collective y Olivia Records.

## Trayectoria
Nacida en Hartford, Connecticut, en 1946, Berson es la segunda de tres hijas. Sus padres eran estadounidenses de primera generación de ascendencia judía asquenazí. Sus abuelos emigraron de Europa del Este a finales del siglo XIX.
Uno de sus sueños de infancia era jugar béisbol en las Grandes Ligas, sin embargo, esta oportunidad le fue negada por su género. Luego pasó a jugar sóftbol como campocorto en el equipo de Pinturas Glidden mientras servía en el Cuerpo de Paz en Panamá. Ayudó a organizar partidos de sóftbol femenino en Washington D. C., jugó en la segunda base para Terry's Trumpeteers (una liga de sóftbol lésbico de clase A de lanzamiento rápido en un bar de Los Ángeles), y jugó con los East Bay Blues y los Vampire Bats en Oakland, California.
Berson se graduó en 1967 en ciencias políticas en el Mount Holyoke College. Durante su estancia en la universidad, desarrolló sus habilidades de escritura y se volvió activa en el movimiento contra la guerra de Vietnam, realizando una vigilia cada semana en el campus de la universidad. La combinación de su investigación política y su exposición a la educación superior de élite fue un momento de radicalización que la consolidó como activista política, impulsada por un anhelo de justicia. Después de graduarse, Berson pasó dos años en el Cuerpo de Paz en Panamá, donde aprendió a hablar español con fluidez, adquirió más experiencia en organización comunitaria, vio de primera mano el colonialismo estadounidense y supo que era lesbiana.

### The Furies Collective y Olivia Records
Tras servir en el Cuerpo de Paz, Berson regresó a los EE. UU. y se mudó a Washington, D. C. Formó parte del Movimiento de liberación de las mujeres, se declaró lesbiana en 1970 y se convirtió en miembro de The Furies Collective, un colectivo separatista lésbico radical. Escribió extensamente para el periódico de la organización, The Furies, entre 1972 y 1973. En 1973, Berson y su pareja, Meg Christian, ayudaron a fundar Olivia Records, una compañía discográfica nacional para mujeres creada para lanzar música centrada en la vida de las mujeres. Al igual que The Furies, Olivia Records funcionó como un colectivo que creó una institución económica feminista alternativa para las mujeres en la industria de la música y la distribución musical. Olivia Records, junto con Berson y Meg Christian, se mudó de Washington D. C. a Los Ángeles en marzo de 1975 y luego a Oakland en 1977. Christian y Berson terminaron su relación en 1976, lo que llevó a Berson a pasar de gestionar y realizar giras con Christian a trabajar con la red de distribución del sello discográfico y finalmente a dejar Olivia Records en 1980. Berson escribió un libro titulado Olivia on the Record: A Radical Experiment in Women's Music, publicado por Aunt Lute Books en el otoño de 2020.

### Carrera en la radio
Después de su trabajo en Olivia Records, Berson comenzó una carrera en la radio, trabajando para KPFA-FM primero como Directora de Programación para Mujeres y luego como Directora de Programación. A mediados de la década de 1990, Berson trabajó como productora senior de eventos nacionales en vivo para Pacifica Radio. Como parte de su trabajo en Pacifica, recopiló contenido de radio asistiendo a marchas, convenciones, conciertos y la visita de Nelson Mandela a Oakland tras su liberación de prisión. Posteriormente pasó a ser Directora de Servicios de la Federación para la Federación Nacional de Radiodifusores Comunitarios.